# Измамата (филм, 1955)
„Измамата“ (на италиански: Il bidone) е италиански игрален филм криминална драма, излязъл по екраните през 1955 година, режисиран от Федерико Фелини с участието на Бродерик Крофорд, Франко Фабрици и Джулиета Мазина в главните роли.

## Сюжет
Главните герои са закоравели измамници, които обикалят страната, търсейки наивни хора. Без усещане за съвест чрез измами те взимат последните спестявания от селяните, които спестяват за покупка на добитък или бедните обитатели в крайните квартали, които чакат ред за общински жилища. Но веднага щом излязат извън тесния си свят, им става очевидна цялата суетност на тази дейност, която ги тласка към страх и унищожава личния им живот и живота на близките им.

## В ролите
| Актьор            | Роля         |
| ----------------- | ------------ |
| Бродерик Крофорд  | Аугусто      |
| Ричард Бейсхарт   | Пикасо       |
| Джулиета Мазина   | Ирис         |
| Франко Фабрици    | Роберто      |
| Сю Елън Блейк     | Ана          |
| Ирен Чефаро       | Мариза       |
| Алберто Де Амичис | Риналдо      |
| Лорела Де Лука    | Патриция     |
| Джакомо Габриели  | Барон Варгас |

## Награди и номинации
- 1955 Печели награда „Златен лъв“ - Федерико Фелини на Венецианския филмов фестивал.